# Liste des cantons français en Normandie depuis 2015
Cet article présente et répertorie la liste des 131 cantons de la région Normandie.

## Calvados (14) - 25 cantons
| Nom                    | Bureau centralisateur  | Communes                        | Communes |
| ---------------------- | ---------------------- | ------------------------------- | --- |
| Les Monts d'Aunay      | Les Monts d'Aunay      | 28 + fraction des Monts d'Aunay | Amayé-sur-Seulles, Aurseulles, Bonnemaison, Brémoy, Cahagnes, Caumont-sur-Aure, Courvaudon, Dialan sur Chaîne, Épinay-sur-Odon, Hottot-les-Bagues, Landes-sur-Ajon, Lingèvres, Les Loges, Longvillers, Maisoncelles-Pelvey, Maisoncelles-sur-Ajon, Malherbe-sur-Ajon, Le Mesnil-au-Grain, Les Monts d'Aunay, Monts-en-Bessin, Parfouru-sur-Odon, Seulline, Saint-Louet-sur-Seulles, Saint-Pierre-du-Fresne, Tracy-Bocage, Val d'Arry, Val de Drôme, Villers-Bocage, Villy-Bocage et la première partie des Monts d'Aunay. |
| Bayeux                 | Bayeux                 | 34                              | Agy, Arganchy, Barbeville, Bayeux, Campigny, Chouain, Commes, Condé-sur-Seulles, Cottun, Cussy, Ellon, Esquay-sur-Seulles, Guéron, Juaye-Mondaye, Longues-sur-Mer, Magny-en-Bessin, Le Manoir, Manvieux, Monceaux-en-Bessin, Nonant, Port-en-Bessin-Huppain, Ranchy, Ryes, Saint-Loup-Hors, Saint-Martin-des-Entrées, Saint-Vigor-le-Grand, Sommervieu, Subles, Sully, Tracy-sur-Mer, Vaucelles, Vaux-sur-Aure, Vaux-sur-Seulles, Vienne-en-Bessin. |
| Thue et Mue            | Thue et Mue            | 26                              | Audrieu, Bény-sur-Mer, Bucéels, Cairon, Carcagny, Colombiers-sur-Seulles, Creully sur Seulles, Cristot, Ducy-Sainte-Marguerite, Fontaine-Henry, Fontenay-le-Pesnel, Le Fresne-Camilly, Juvigny-sur-Seulles, Loucelles, Moulins-en-Bessin, Ponts sur Seulles, Reviers, Rosel, Rots, Saint-Manvieu-Norrey, Saint-Vaast-sur-Seulles, Tessel, Thaon, Thue et Mue, Tilly-sur-Seulles, Vendes. |
| Cabourg                | Cabourg                | 34                              | Amfreville, Angerville, Annebault, Auberville, Basseneville, Bavent, Bourgeauville, Branville, Bréville-les-Monts, Brucourt, Cabourg, Cresseveuille, Cricqueville-en-Auge, Danestal, Dives-sur-Mer, Douville-en-Auge, Dozulé, Gonneville-en-Auge, Gonneville-sur-Mer, Goustranville, Grangues, Hérouvillette, Heuland, Houlgate, Merville-Franceville-Plage, Périers-en-Auge, Petiville, Putot-en-Auge, Ranville, Saint-Jouin, Saint-Léger-Dubosq, Saint-Vaast-en-Auge, Sallenelles, Varaville. |
| Caen-1                 | Caen                   | 4 + fraction de Caen            | Bretteville-sur-Odon, Mouen, Tourville-sur-Odon, Verson et la première partie de Caen. |
| Caen-2                 | Caen                   | 5 + fraction de Caen            | Authie, Carpiquet, Saint-Contest, Saint-Germain-la-Blanche-Herbe, Villons-les-Buissons et la deuxième partie de Caen. |
| Caen-3                 | Caen                   | 1 + fraction de Caen            | Épron et la troisième partie de Caen. |
| Caen-4                 | Caen                   | Fraction de Caen                | La quatrième partie de Caen. |
| Caen-5                 | Caen                   | 4 + fraction de Caen            | Éterville, Fleury-sur-Orne, Louvigny, Saint-André-sur-Orne et la dernière partie de Caen. |
| Condé-en-Normandie     | Condé-en-Normandie     | 8 + fraction des Monts d'Aunay  | Condé-en-Normandie, Périgny, Pontécoulant, Saint-Denis-de-Méré, Souleuvre en Bocage, Terres de Druance, Valdallière, La Villette et la dernière partie des Monts d'Aunay. |
| Courseulles-sur-Mer    | Courseulles-sur-Mer    | 21                              | Anisy, Arromanches-les-Bains, Asnelles, Banville, Basly, Bazenville, Bernières-sur-Mer, Colomby-Anguerny, Courseulles-sur-Mer, Crépon, Cresserons, Douvres-la-Délivrande, Graye-sur-Mer, Langrune-sur-Mer, Luc-sur-Mer, Meuvaines, Plumetot, Saint-Aubin-sur-Mer, Saint-Côme-de-Fresné, Sainte-Croix-sur-Mer, Ver-sur-Mer. |
| Évrecy                 | Évrecy                 | 27                              | Amayé-sur-Orne, Avenay, Baron-sur-Odon, Bougy, Bourguébus, La Caine, Le Castelet, Castine-en-Plaine, Esquay-Notre-Dame, Évrecy, Feuguerolles-Bully, Fontaine-Étoupefour, Fontenay-le-Marmion, Gavrus, Grainville-sur-Odon, Grentheville, Laize-Clinchamps, Maizet, Maltot, Mondrainville, Montigny, Préaux-Bocage, Saint-Martin-de-May, Sainte-Honorine-du-Fay, Soliers, Vacognes-Neuilly, Vieux. |
| Falaise                | Falaise                | 57                              | Aubigny, Barou-en-Auge, Beaumais, Bernières-d'Ailly, Bonnœil, Bons-Tassilly, Cordey, Courcy, Crocy, Damblainville, Le Détroit, Épaney, Eraines, Ernes, Falaise, Fontaine-le-Pin, Fourches, Fourneaux-le-Val, Fresné-la-Mère, La Hoguette, Les Isles-Bardel, Jort, Leffard, Les Loges-Saulces, Louvagny, Maizières, Le Marais-la-Chapelle, Martigny-sur-l'Ante, Le Mesnil-Villement, Morteaux-Coulibœuf, Les Moutiers-en-Auge, Noron-l'Abbaye, Norrey-en-Auge, Olendon, Ouilly-le-Tesson, Perrières, Pertheville-Ners, Pierrefitte-en-Cinglais, Pierrepont, Pont-d'Ouilly, Potigny, Rapilly, Rouvres, Saint-Germain-Langot, Saint-Martin-de-Mieux, Saint-Pierre-Canivet, Saint-Pierre-du-Bû, Sassy, Soulangy, Soumont-Saint-Quentin, Tréprel, Ussy, Versainville, Vicques, Vignats, Villers-Canivet, Villy-lez-Falaise.                                                                      |
| Hérouville-Saint-Clair | Hérouville-Saint-Clair | 2                               | Colombelles, Hérouville-Saint-Clair. |
| Honfleur-Deauville     | Honfleur               | 17                              | Ablon, Barneville-la-Bertran, Cricquebœuf, Deauville, Équemauville, Fourneville, Genneville, Gonneville-sur-Honfleur, Honfleur, Pennedepie, Quetteville, La Rivière-Saint-Sauveur, Saint-Gatien-des-Bois, Le Theil-en-Auge, Touques, Trouville-sur-Mer, Villerville. |
| Ifs                    | Ifs                    | 4                               | Cormelles-le-Royal, Giberville, Ifs, Mondeville. |
| Lisieux                | Lisieux                | 10                              | Beuvillers, Cordebugle, Courtonne-la-Meurdrac, Courtonne-les-Deux-Églises, Glos, L'Hôtellerie, Lisieux, Marolles, Le Mesnil-Guillaume, Saint-Martin-de-la-Lieue. |
| Livarot-Pays-d'Auge    | Livarot-Pays-d'Auge    | 12                              | Cernay, La Folletière-Abenon, Lisores, Livarot-Pays-d'Auge, Orbec, Saint-Denis-de-Mailloc, Saint-Martin-de-Bienfaite-la-Cressonnière, Saint-Pierre-en-Auge, Val-de-Vie, Valorbiquet, Vendeuvre, La Vespière-Friardel. |
| Mézidon Vallée d'Auge  | Mézidon Vallée d'Auge  | 38                              | Auvillars, Beaufour-Druval, Beuvron-en-Auge, Belle Vie en Auge, La Boissière, Bonnebosq, Cambremer, Castillon-en-Auge, Condé-sur-Ifs, Drubec, Formentin, Le Fournet, Hotot-en-Auge, La Houblonnière, Léaupartie, Lessard-et-le-Chêne, Manerbe, Méry-Bissières-en-Auge, Le Mesnil-Eudes, Le Mesnil-Simon, Mézidon Vallée d'Auge, Les Monceaux, Montreuil-en-Auge, Notre-Dame-d'Estrées-Corbon, Notre-Dame-de-Livaye, Le Pré-d'Auge, Prêtreville, Repentigny, La Roque-Baignard, Rumesnil, Saint-Désir, Saint-Germain-de-Livet, Saint-Jean-de-Livet, Saint-Martin-de-Mailloc, Saint-Ouen-le-Pin, Saint-Pierre-des-Ifs, Valsemé, Victot-en-Auge. |
| Ouistreham             | Ouistreham             | 11                              | Bénouville, Biéville-Beuville, Blainville-sur-Orne, Cambes-en-Plaine, Colleville-Montgomery, Hermanville-sur-Mer, Lion-sur-Mer, Mathieu, Ouistreham, Périers-sur-le-Dan, Saint-Aubin-d'Arquenay. |
| Pont-l'Évêque          | Pont-l'Évêque          | 47                              | Les Authieux-sur-Calonne, Beaumont-en-Auge, Benerville-sur-Mer, Blangy-le-Château, Blonville-sur-Mer, Bonneville-la-Louvet, Bonneville-sur-Touques, Le Breuil-en-Auge, Le Brévedent, Canapville, Clarbec, Coquainvilliers, Englesqueville-en-Auge, Fauguernon, Le Faulq, Fierville-les-Parcs, Firfol, Fumichon, Glanville, Hermival-les-Vaux, Manneville-la-Pipard, Le Mesnil-sur-Blangy, Moyaux, Norolles, Ouilly-du-Houley, Ouilly-le-Vicomte, Pierrefitte-en-Auge, Le Pin, Pont-l'Évêque, Reux, Rocques, Saint-André-d'Hébertot, Saint-Arnoult, Saint-Benoît-d'Hébertot, Saint-Étienne-la-Thillaye, Saint-Julien-sur-Calonne, Saint-Martin-aux-Chartrains, Saint-Philbert-des-Champs, Saint-Pierre-Azif, Saint-Hymer, Surville, Le Torquesne, Tourgéville, Tourville-en-Auge, Vauville, Vieux-Bourg, Villers-sur-Mer                                                                     |
| Le Hom                 | Thury-Harcourt-le-Hom  | 42                              | Barbery, Le Bô, Boulon, Bretteville-le-Rabet, Bretteville-sur-Laize, Le Bû-sur-Rouvres, Cauvicourt, Cauville, Cesny-les-Sources, Cintheaux, Clécy, Combray, Cossesseville, Croisilles, Culey-le-Patry, Donnay, Espins, Esson, Estrées-la-Campagne, Fresney-le-Puceux, Fresney-le-Vieux, Gouvix, Grainville-Langannerie, Grimbosq, Martainville, Meslay, Montillières-sur-Orne, Moulines, Les Moutiers-en-Cinglais, Mutrécy, Ouffières, La Pommeraye, Saint-Germain-le-Vasson, Saint-Lambert, Saint-Laurent-de-Condel, Saint-Omer, Saint-Rémy, Saint-Sylvain, Soignolles, Thury-Harcourt-le-Hom, Urville, Le Vey. |
| Trévières              | Trévières              | 59                              | Aure sur Mer, Asnières-en-Bessin, Balleroy-sur-Drôme, La Bazoque, Bernesq, Blay, Le Breuil-en-Bessin, Bricqueville, Cahagnolles, La Cambe, Canchy, Cardonville, Cartigny-l'Épinay, Castillon, Colleville-sur-Mer, Colombières, Cormolain, Cricqueville-en-Bessin, Crouay, Deux-Jumeaux, Englesqueville-la-Percée, Étréham, La Folie, Formigny La Bataille, Foulognes, Géfosse-Fontenay, Grandcamp-Maisy, Isigny-sur-Mer, Lison, Litteau, Longueville, Maisons, Mandeville-en-Bessin, Le Molay-Littry, Monfréville, Montfiquet, Mosles, Noron-la-Poterie, Osmanville, Planquery, Rubercy, Saint-Germain-du-Pert, Saint-Laurent-sur-Mer, Saint-Marcouf, Saint-Martin-de-Blagny, Saint-Paul-du-Vernay, Saint-Pierre-du-Mont, Sainte-Honorine-de-Ducy, Sainte-Marguerite-d'Elle, Sallen, Saon, Saonnet, Surrain, Tour-en-Bessin, Tournières, Trévières, Le Tronquay, Trungy, Vierville-sur-Mer. |
| Troarn                 | Troarn                 | 24                              | Argences, Banneville-la-Campagne, Bellengreville, Cagny, Canteloup, Cesny-aux-Vignes, Cléville, Cuverville, Démouville, Émiéville, Escoville, Frénouville, Janville, Moult-Chicheboville, Ouézy, Saint-Ouen-du-Mesnil-Oger, Saint-Pair, Saint-Pierre-du-Jonquet, Saint-Samson, Sannerville, Touffréville, Troarn, Valambray, Vimont. |
| Vire Normandie         | Vire Normandie         | 9                               | Beaumesnil, Campagnolles, Landelles-et-Coupigny, Le Mesnil-Robert, Noues de Sienne, Pont-Bellanger, Saint-Aubin-des-Bois, Sainte-Marie-Outre-l'Eau, Vire Normandie. |

## Eure (27) - 23 cantons
| Nom                       | Bureau centralisateur     | Communes                                                                  | Communes |
| ------------------------- | ------------------------- | ------------------------------------------------------------------------- | --- |
| Les Andelys               | Les Andelys               | 26                                                                        | Les Andelys, Bois-Jérôme-Saint-Ouen, Bouafles, Château-sur-Epte, Cuverville, Daubeuf-près-Vatteville, Écouis, Frenelles-en-Vexin, Guiseniers, Harquency, Hennezis, Heubécourt-Haricourt, Heuqueville, Mesnil-Verclives, Mézières-en-Vexin, Muids, Notre-Dame-de-l'Isle, Port-Mort, Pressagny-l'Orgueilleux, La Roquette, Suzay, Le Thuit, Tilly, Vatteville, Vexin-sur-Epte, Vézillon. |
| Bernay                    | Bernay                    | 17                                                                        | Bernay, Caorches-Saint-Nicolas, Corneville-la-Fouquetière, Courbépine, Fontaine-l'Abbé, Malouy, Menneval, Mesnil-en-Ouche, Le Noyer-en-Ouche, Plainville, Plasnes, Saint-Léger-de-Rôtes, Saint-Martin-du-Tilleul, Saint-Victor-de-Chrétienville, Treis-Sants-en-Ouche, Serquigny, Valailles. |
| Beuzeville                | Beuzeville                | 61                                                                        | Asnières, Bailleul-la-Vallée, Barville, Bazoques, Berville-sur-Mer, Beuzeville, Le Bois-Hellain, Boissy-Lamberville, Boulleville, Bournainville-Faverolles, La Chapelle-Bayvel, La Chapelle-Hareng, Conteville, Cormeilles, Drucourt, Duranville, Épaignes, Épreville-en-Lieuvin, Fatouville-Grestain, Le Favril, Fiquefleur-Équainville, Folleville, Fontaine-la-Louvet, Fort-Moville, Foulbec, Fresne-Cauverville, Giverville, Heudreville-en-Lieuvin, La Lande-Saint-Léger, Lieurey, Manneville-la-Raoult, Martainville, Le Mesnil-Saint-Jean, Morainville-Jouveaux, Noards, La Noë-Poulain, Piencourt, Les Places, Le Planquay, La Poterie-Mathieu, Saint-Aubin-de-Scellon, Saint-Benoît-des-Ombres, Saint-Christophe-sur-Condé, Saint-Étienne-l'Allier, Saint-Georges-du-Vièvre, Saint-Germain-la-Campagne, Saint-Grégoire-du-Vièvre, Saint-Maclou, Saint-Mards-de-Fresne, Saint-Martin-Saint-Firmin, Saint-Pierre-de-Cormeilles, Saint-Pierre-des-Ifs, Saint-Pierre-du-Val, Saint-Siméon, Saint-Sulpice-de-Grimbouville, Saint-Sylvestre-de-Cormeilles, Saint-Vincent-du-Boulay, Le Theil-Nolent, Thiberville, Le Torpt, Vannecrocq. |
| Bourg-Achard              | 'Bourg-Achard             | 29                                                                        | Aizier, Barneville-sur-Seine, Bosgouet, Bouquelon, Bouquetot, Bourg-Achard, Bourneville-Sainte-Croix, Caumont, Cauverville-en-Roumois, Étréville, Éturqueraye, Hauville, La Haye-Aubrée, La Haye-de-Routot, Honguemare-Guenouville, Le Landin, Marais-Vernier, Quillebeuf-sur-Seine, Rougemontier, Routot, Saint-Aubin-sur-Quillebeuf, Saint-Ouen-de-Thouberville, Saint-Samson-de-la-Roque, Sainte-Opportune-la-Mare, Tocqueville, La Trinité-de-Thouberville, Trouville-la-Haule, Valletot, Vieux-Port. |
| Grand Bourgtheroulde      | Grand Bourgtheroulde      | 25                                                                        | Amfreville-Saint-Amand, Le Bec-Thomas, Boissey-le-Châtel, Bosroumois, Flancourt-Crescy-en-Roumois, Fouqueville, Grand Bourgtheroulde, La Harengère, La Haye-du-Theil, Les Monts du Roumois, Saint-Cyr-la-Campagne, Saint-Denis-des-Monts, Saint-Didier-des-Bois, Saint-Germain-de-Pasquier, Saint-Léger-du-Gennetey, Saint-Ouen-de-Pontcheuil, Saint-Ouen-du-Tilleul, Saint-Philbert-sur-Boissey, Saint-Pierre-des-Fleurs, Saint-Pierre-du-Bosguérard, La Saussaye, Thenouville, Le Thuit de l'Oison, Tourville-la-Campagne, Voiscreville. |
| Breteuil                  | Breteuil                  | 40 + fraction de Mesnils-sur-Iton + fraction de Verneuil d'Avre et d'Iton | Ambenay, Les Baux-de-Breteuil, Bémécourt, Bois-Anzeray, Bois-Arnault, Bois-Normand-près-Lyre, Les Bottereaux, Breteuil, Broglie, Capelle-les-Grands, Chaise-Dieu-du-Theil, Chamblac, Chambord, La Chapelle-Gauthier, Chéronvilliers, Ferrières-Saint-Hilaire, La Goulafrière, Grand-Camp, La Haye-Saint-Sylvestre, Juignettes, Le Lesme, Marbois, Mélicourt, Mesnil-Rousset, Mesnils-sur-Iton, Montreuil-l'Argillé, Neaufles-Auvergny, La Neuve-Lyre, Notre-Dame-du-Hamel, Rugles, Saint-Agnan-de-Cernières, Saint-Antonin-de-Sommaire, Saint-Aubin-du-Thenney, Saint-Denis-d'Augerons, Saint-Jean-du-Thenney, Saint-Laurent-du-Tencement, Sainte-Marie-d'Attez, Saint-Pierre-de-Cernières, La Trinité-de-Réville, Verneuil d'Avre et d'Iton, Verneusses, La Vieille-Lyre. |
| Brionne                   | Brionne                   | 41                                                                        | Aclou, Barc, Barquet, Beaumontel, Beaumont-le-Roger, Le Bec-Hellouin, Berthouville, Berville-la-Campagne, Boisney, Bosrobert, Bray, Brétigny, Brionne, Calleville, Combon, Écardenville-la-Campagne, Franqueville, Goupil-Othon, Grosley-sur-Risle, Harcourt, La Haye-de-Calleville, Hecmanville, La Houssaye, Launay, Livet-sur-Authou, Malleville-sur-le-Bec, Morsan, Nassandres sur Risle, La Neuville-du-Bosc, Neuville-sur-Authou, Notre-Dame-d'Épine, Le Plessis-Sainte-Opportune, Romilly-la-Puthenaye, Rouge-Perriers, Saint-Cyr-de-Salerne, Saint-Éloi-de-Fourques, Saint-Paul-de-Fourques, Saint-Pierre-de-Salerne, Saint-Victor-d'Épine, Sainte-Opportune-du-Bosc, Thibouville. |
| Conches-en-Ouche          | Conches-en-Ouche          | 29                                                                        | Aulnay-sur-Iton, Beaubray, La Bonneville-sur-Iton, Burey, Caugé, Champ-Dolent, Claville, Collandres-Quincarnon, Conches-en-Ouche, La Croisille, Faverolles-la-Campagne, Ferrières-Haut-Clocher, La Ferrière-sur-Risle, Le Fidelaire, Gaudreville-la-Rivière, Gauville-la-Campagne, Glisolles, Louversey, Nagel-Séez-Mesnil, Nogent-le-Sec, Ormes, Parville, Portes, Saint-Élier, Sainte-Marthe, Sébécourt, Tilleul-Dame-Agnès, Le Val-Doré, Les Ventes. |
| Évreux-1                  | Évreux                    | 2 + fraction d'Évreux                                                     | Arnières-sur-Iton, Saint-Sébastien-de-Morsent et la première partie d'Évreux. |
| Évreux-2                  | Évreux                    | 11 + fraction d'Évreux                                                    | Aviron, Le Boulay-Morin, La Chapelle-du-Bois-des-Faulx, Dardez, Émalleville, Gravigny, Irreville, Normanville, Reuilly, Saint-Germain-des-Angles, Saint-Vigor et la deuxième partie d'Évreux. |
| Évreux-3                  | Évreux                    | 3 + fraction d'Évreux                                                     | Angerville-la-Campagne, Les Baux-Sainte-Croix, Boncourt, Cierrey, Fauville, Gauciel, Guichainville, Huest, Miserey, Le Plessis-Grohan, Saint-Luc, Sassey, La Trinité, Le Val-David, Le Vieil-Évreux et la dernière partie d'Évreux. |
| Gaillon                   | Gaillon                   | 17                                                                        | Ailly, Autheuil-Authouillet, Cailly-sur-Eure, Champenard, Clef Vallée d'Eure, Courcelles-sur-Seine, Fontaine-Bellenger, Gaillon, Heudreville-sur-Eure, Saint-Aubin-sur-Gaillon, Saint-Étienne-sous-Bailleul, Saint-Julien-de-la-Liègue, Saint-Pierre-de-Bailleul, Saint-Pierre-la-Garenne, Les Trois Lacs, Le Val d'Hazey, Villers-sur-le-Roule. |
| Gisors                    | Gisors                    | 34                                                                        | Amécourt, Authevernes, Bazincourt-sur-Epte, Bernouville, Bézu-Saint-Éloi, Chauvincourt-Provemont, Coudray, Dangu, Doudeauville-en-Vexin, Étrépagny, Farceaux, Gamaches-en-Vexin, Gisors, Guerny, Hacqueville, Hébécourt, Heudicourt, Longchamps, Morgny, Mouflaines, Neaufles-Saint-Martin, La Neuve-Grange, Nojeon-en-Vexin, Noyers, Puchay, Richeville, Saint-Denis-le-Ferment, Sainte-Marie-de-Vatimesnil, Sancourt, Saussay-la-Campagne, Le Thil, Les Thilliers-en-Vexin, Vesly, Villers-en-Vexin. |
| Louviers                  | Louviers                  | 7                                                                         | Andé, Heudebouville, Incarville, Louviers, Saint-Étienne-du-Vauvray, Saint-Pierre-du-Vauvray, Vironvay. |
| Le Neubourg               | Le Neubourg               | 43                                                                        | Bacquepuis, Bérengeville-la-Campagne, Bernienville, Brosville, Canappeville, Cesseville, Crestot, Criquebeuf-la-Campagne, Crosville-la-Vieille, Daubeuf-la-Campagne, Écauville, Ecquetot, Émanville, Épégard, Épreville-près-le-Neubourg, Feuguerolles, Graveron-Sémerville, Le Bosc-du-Theil, Hectomare, Hondouville, Houetteville, Iville, Mandeville, Marbeuf, Le Mesnil-Fuguet, Le Neubourg, La Pyle, Quittebeuf, Sacquenville, Saint-Aubin-d'Écrosville, Saint-Martin-la-Campagne, Saint-Meslin-du-Bosc, Sainte-Colombe-la-Commanderie, Le Tilleul-Lambert, Tournedos-Bois-Hubert, Tourneville, Le Tremblay-Omonville, Le Troncq, Venon, Villettes, Villez-sur-le-Neubourg, Vitot, Vraiville. |
| Pacy-sur-Eure             | Pacy-sur-Eure             | 34                                                                        | Aigleville, Boisset-les-Prévanches, La Boissière, Breuilpont, Bueil, Caillouet-Orgeville, Chaignes, Chambray, La Chapelle-Longueville, Le Cormier, Croisy-sur-Eure, Douains, Fains, Fontaine-sous-Jouy, Gadencourt, Hardencourt-Cocherel, Hécourt, La Heunière, Houlbec-Cocherel, Jouy-sur-Eure, Ménilles, Mercey, Merey, Neuilly, Pacy-sur-Eure, Le Plessis-Hébert, Rouvray, Saint-Marcel, Saint-Vincent-des-Bois, Sainte-Colombe-près-Vernon, Vaux-sur-Eure, Villegats, Villez-sous-Bailleul, Villiers-en-Désœuvre. |
| Pont-Audemer              | Pont-Audemer              | 26                                                                        | Appeville-Annebault, Authou, Bonneville-Aptot, Brestot, Campigny, Colletot, Condé-sur-Risle, Corneville-sur-Risle, Écaquelon, Freneuse-sur-Risle, Glos-sur-Risle, Illeville-sur-Montfort, Manneville-sur-Risle, Montfort-sur-Risle, Le Perrey, Pont-Audemer, Pont-Authou, Les Préaux, Saint-Mards-de-Blacarville, Saint-Philbert-sur-Risle, Saint-Symphorien, Selles, Thierville, Tourville-sur-Pont-Audemer, Toutainville, Triqueville. |
| Pont-de-l'Arche           | Pont-de-l'Arche           | 20                                                                        | Acquigny, Alizay, Amfreville-sur-Iton, Crasville, Criquebeuf-sur-Seine, Les Damps, La Haye-le-Comte, La Haye-Malherbe, Igoville, Le Manoir, Martot, Le Mesnil-Jourdain, Pinterville, Pîtres, Pont-de-l'Arche, Quatremare, Surtauville, Surville, Terres de Bord, La Vacherie. |
| Romilly-sur-Andelle       | Romilly-sur-Andelle       | 35                                                                        | Amfreville-les-Champs, Bacqueville, Beauficel-en-Lyons, Bézu-la-Forêt, Bosquentin, Bouchevilliers, Bourg-Beaudouin, Charleval, Douville-sur-Andelle, Fleury-la-Forêt, Fleury-sur-Andelle, Flipou, Les Hogues, Houville-en-Vexin, Letteguives, Lilly, Lisors, Lorleau, Lyons-la-Forêt, Mainneville, Martagny, Ménesqueville, Mesnil-sous-Vienne, Perriers-sur-Andelle, Perruel, Pont-Saint-Pierre, Radepont, Renneville, Romilly-sur-Andelle, Rosay-sur-Lieure, Touffreville, Le Tronquay, Val d'Orger, Vandrimare, Vascœuil. |
| Saint-André-de-l'Eure     | Saint-André-de-l'Eure     | 32                                                                        | Les Authieux, La Baronnie, Bois-le-Roi, Bretagnolles, Champigny-la-Futelaye, Chavigny-Bailleul, Coudres, La Couture-Boussey, Croth, Épieds, Ézy-sur-Eure, La Forêt-du-Parc, Foucrainville, Fresney, Garennes-sur-Eure, Grossœuvre, L'Habit, Ivry-la-Bataille, Jumelles, Lignerolles, Louye, Marcilly-sur-Eure, Mesnil-sur-l'Estrée, Mouettes, Mousseaux-Neuville, Muzy, Prey, Saint-André-de-l'Eure, Saint-Georges-Motel, Saint-Germain-de-Fresney, Saint-Laurent-des-Bois, Serez. |
| Val-de-Reuil              | Val-de-Reuil              | 8                                                                         | Amfreville-sous-les-Monts, Connelles, Herqueville, Léry, Porte-de-Seine, Poses, Val-de-Reuil, Le Vaudreuil. |
| Verneuil d'Avre et d'Iton | Verneuil d'Avre et d'Iton | 26 + fraction de Mesnils-sur-Iton + fraction de Verneuil d'Avre et d'Iton | Acon, Armentières-sur-Avre, Bâlines, Les Barils, Bourth, Breux-sur-Avre, Chambois, Chennebrun, Courdemanche, Courteilles, Droisy, Gournay-le-Guérin, L'Hosmes, Illiers-l'Évêque, La Madeleine-de-Nonancourt, Mandres, Marcilly-la-Campagne, Mesnils-sur-Iton, Moisville, Nonancourt, Piseux, Pullay, Saint-Christophe-sur-Avre, Saint-Germain-sur-Avre, Saint-Victor-sur-Avre, Sylvains-les-Moulins, Tillières-sur-Avre, Verneuil d'Avre et d'Iton. |
| Vernon                    | Vernon                    | 4                                                                         | Gasny, Giverny, Sainte-Geneviève-lès-Gasny, Vernon. |

## Manche (50) - 27 cantons
| Nom                            | Bureau centralisateur          | Communes                              | Communes |
| ------------------------------ | ------------------------------ | ------------------------------------- | --- |
| Agon-Coutainville              | Agon-Coutainville              | 20                                    | Agon-Coutainville, Auxais, Blainville-sur-Mer, Feugères, Geffosses, Gonfreville, Gorges, Gouville-sur-Mer, Hauteville-la-Guichard, Marchésieux, Montcuit, Muneville-le-Bingard, Nay, Périers, Raids, Saint-Germain-sur-Sèves, Saint-Malo-de-la-Lande, Saint-Martin-d'Aubigny, Saint-Sauveur-Villages, Saint-Sébastien-de-Raids. |
| Avranches                      | Avranches                      | 16 + fraction d'Avranches             | Avranches, Bacilly, Carolles, Champeaux, Chavoy, Dragey-Ronthon, Genêts, Jullouville, Lolif, Marcey-les-Grèves, Le Parc, Ponts, Saint-Jean-de-la-Haize, Saint-Jean-le-Thomas, Saint-Pierre-Langers, Sartilly-Baie-Bocage, Vains. |
| Bréhal                         | Bréhal                         | 27                                    | Anctoville-sur-Boscq, Beauchamps, Bréhal, Bréville-sur-Mer, Bricqueville-sur-Mer, Cérences, Chanteloup, Coudeville-sur-Mer, Équilly, Folligny, Le Grippon, La Haye-Pesnel, Hocquigny, Hudimesnil, Longueville, Le Loreur, La Lucerne-d'Outremer, Le Luot, Le Mesnil-Aubert, La Meurdraquière, La Mouche, Muneville-sur-Mer, Saint-Aubin-des-Préaux, Saint-Jean-des-Champs, Saint-Planchers, Saint-Sauveur-la-Pommeraye, Subligny.                                                                 |
| Bricquebec-en-Cotentin         | Bricquebec-en-Cotentin         | 27                                    | Besneville, Biniville, La Bonneville, Breuville, Bricquebec-en-Cotentin, Catteville, Colomby, Crosville-sur-Douve, L'Étang-Bertrand, Étienville, Golleville, Hautteville-Bocage, Magneville, Morville, Négreville, Néhou, Neuville-en-Beaumont, Orglandes, Rauville-la-Bigot, Rauville-la-Place, Reigneville-Bocage, Rocheville, Saint-Jacques-de-Néhou, Saint-Sauveur-le-Vicomte, Sainte-Colombe, Sottevast, Taillepied.                                                                         |
| Carentan-les-Marais            | Carentan-les-Marais            | 20 + fraction de Carentan-les-Marais  | Appeville, Audouville-la-Hubert, Auvers, Baupte, Beuzeville-la-Bastille, Blosville, Boutteville, Carentan-les-Marais, Hiesville, Liesville-sur-Douve, Méautis, Neuville-au-Plain, Picauville, Saint-André-de-Bohon, Saint-Germain-de-Varreville, Saint-Martin-de-Varreville, Sainte-Marie-du-Mont, Sainte-Mère-Église, Sébeville, Terre-et-Marais, Turqueville. |
| Cherbourg-en-Cotentin-1        | Cherbourg-en-Cotentin          | Fraction de Cherbourg-en-Cotentin     | La première partie de Cherbourg-en-Cotentin. |
| Cherbourg-en-Cotentin-2        | Cherbourg-en-Cotentin          | Fraction de Cherbourg-en-Cotentin     | La deuxième partie de Cherbourg-en-Cotentin. |
| Cherbourg-en-Cotentin-3        | Cherbourg-en-Cotentin          | 9 + fraction de Cherbourg-en-Cotentin | Couville, Hardinvast, Martinvast, Nouainville, Saint-Martin-le-Gréard, Sideville, Teurthéville-Hague, Tollevast, Virandeville et la troisième partie de Cherbourg-en-Cotentin. |
| Condé-sur-Vire                 | Condé-sur-Vire                 | 17                                    | Beaucoudray, Beuvrigny, Biéville, Condé-sur-Vire, Domjean, Fourneaux, Gouvets, Lamberville, Montrabot, Moyon Villages, Le Perron, Saint-Amand-Villages, Saint-Jean-d'Elle, Saint-Louet-sur-Vire, Saint-Vigor-des-Monts, Tessy-Bocage, Torigny-les-Villes. |
| Coutances                      | Coutances                      | 16                                    | Brainville, Bricqueville-la-Blouette, Cambernon, Camprond, Courcy, Coutances, Gratot, Heugueville-sur-Sienne, Monthuchon, Nicorps, Orval-sur-Sienne, Regnéville-sur-Mer, Saint-Pierre-de-Coutances, Saussey, Tourville-sur-Sienne, La Vendelée. |
| Créances                       | Créances                       | 19                                    | Bretteville-sur-Ay, Canville-la-Rocque, Créances, Doville, La Feuillie, La Haye, Laulne, Lessay, Millières, Montsenelle, Neufmesnil, Pirou, Le Plessis-Lastelle, Saint-Germain-sur-Ay, Saint-Nicolas-de-Pierrepont, Saint-Patrice-de-Claids, Saint-Sauveur-de-Pierrepont, Varenguebec, Vesly. |
| Cherbourg-en-Cotentin-4        | Cherbourg-en-Cotentin          | Fraction de Cherbourg-en-Cotentin     | La quatrième partie de Cherbourg-en-Cotentin. |
| Granville                      | Granville                      | 4                                     | Donville-les-Bains, Granville, Saint-Pair-sur-Mer, Yquelon. |
| La Hague                       | La Hague                       | 1                                     | La Hague et la cinquième partie de Cherbourg-en-Cotentin. |
| Isigny-le-Buat                 | Isigny-le-Buat                 | 26 + fraction d'Avranches             | Avranches, Brécey, La Chaise-Baudouin, La Chapelle-Urée, Les Cresnays, Cuves, La Godefroy, Le Grand-Celland, Isigny-le-Buat, Juvigny les Vallées, Lingeard, Les Loges-sur-Brécey, Le Mesnil-Adelée, Le Mesnil-Gilbert, Notre-Dame-de-Livoye, Le Petit-Celland, Reffuveille, Saint-Brice, Saint-Georges-de-Livoye, Saint-Jean-du-Corail-des-Bois, Saint-Laurent-de-Cuves, Saint-Loup, Saint-Michel-de-Montjoie, Saint-Nicolas-des-Bois, Saint-Senier-sous-Avranches, Tirepied-sur-Sée, Vernix      |
| Le Mortainais                  | Mortain-Bocage                 | 17                                    | Barenton, Beauficel, Brouains, Chaulieu, Le Fresne-Poret, Gathemo, Ger, Mortain-Bocage, Le Neufbourg, Perriers-en-Beauficel, Romagny Fontenay, Saint-Barthélemy, Saint-Clément-Rancoudray, Saint-Cyr-du-Bailleul, Saint-Georges-de-Rouelley, Sourdeval, Le Teilleul. |
| Les Pieux                      | Les Pieux                      | 28                                    | Barneville-Carteret, Baubigny, Benoîtville, Bricquebosq, Fierville-les-Mines, Flamanville, Grosville, La Haye-d'Ectot, Héauville, Helleville, Le Mesnil, Les Moitiers-d'Allonne, Pierreville, Les Pieux, Port-Bail-sur-Mer, Le Rozel, Saint-Christophe-du-Foc, Saint-Georges-de-la-Rivière, Saint-Germain-le-Gaillard, Saint-Jean-de-la-Rivière, Saint-Maurice-en-Cotentin, Saint-Pierre-d'Arthéglise, Sénoville, Siouville-Hague, Sortosville-en-Beaumont, Sotteville, Surtainville, Tréauville. |
| Pont-Hébert                    | Pont-Hébert                    | 25 + fraction de Carentan-les-Marais  | Airel, Amigny, Bérigny, Carentan-les-MaraisCavigny, Cerisy-la-Forêt, Couvains, Le Dézert, Graignes-Mesnil-Angot, La Meauffe, Le Mesnil-Rouxelin, Le Mesnil-Véneron, Moon-sur-Elle, Pont-Hébert, Rampan, Saint-André-de-l'Épine, Saint-Clair-sur-l'Elle, Saint-Fromond, Saint-Georges-d'Elle, Saint-Georges-Montcocq, Saint-Germain-d'Elle, Saint-Jean-de-Daye, Saint-Jean-de-Savigny, Saint-Pierre-de-Semilly, Tribehou, Villiers-Fossard.                                                        |
| Pontorson                      | Pontorson                      | 21                                    | Aucey-la-Plaine, Beauvoir, Céaux, Courtils, Crollon, Ducey-les-Chéris, Huisnes-sur-Mer, Juilley, Marcilly, Le Mesnil-Ozenne, Le Mont-Saint-Michel, Poilley, Pontaubault, Pontorson, Précey, Sacey, Saint-Ovin, Saint-Quentin-sur-le-Homme, Servon, Tanis, Le Val-Saint-Père. |
| Quettreville-sur-Sienne        | Quettreville-sur-Sienne        | 24                                    | La Baleine, Belval, Cametours, Cerisy-la-Salle, Gavray-sur-Sienne, Grimesnil, Hambye, Hauteville-sur-Mer, Lengronne, Le Mesnil-Garnier, Le Mesnil-Villeman, Montaigu-les-Bois, Montmartin-sur-Mer, Montpinchon, Notre-Dame-de-Cenilly, Ouville, Quettreville-sur-Sienne, Roncey, Saint-Denis-le-Gast, Saint-Denis-le-Vêtu, Saint-Martin-de-Cenilly, Savigny, Tourneville-sur-Mer, Ver. |
| Saint-Hilaire-du-Harcouët      | Saint-Hilaire-du-Harcouët      | 15                                    | Buais-les-Monts, Grandparigny, Hamelin, Lapenty, Les Loges-Marchis, Le Mesnillard, Montjoie-Saint-Martin, Moulines, Saint-Aubin-de-Terregatte, Saint-Brice-de-Landelles, Saint-Hilaire-du-Harcouët, Saint-James, Saint-Laurent-de-Terregatte, Saint-Senier-de-Beuvron, Savigny-le-Vieux. |
| Saint-Lô-1                     | Saint-Lô                       | 9 + fraction de Saint-Lô              | Agneaux, Le Lorey, Marigny-le-Lozon, Le Mesnil-Amey, Le Mesnil-Eury, Montreuil-sur-Lozon, Remilly-les-Marais, Saint-Gilles, Thèreval et la première partie de Saint-Lô. |
| Saint-Lô-2                     | Saint-Lô                       | 10 + fraction de Saint-Lô             | La Barre-de-Semilly, Baudre, Bourgvallées, Canisy, Carantilly, Dangy, La Luzerne, Quibou, Saint-Martin-de-Bonfossé, Sainte-Suzanne-sur-Vire et la seconde partie de Saint-Lô |
| Cherbourg-en-Cotentin-5        | Cherbourg-en-Cotentin          | 3 + fraction de Cherbourg-en-Cotentin | Bretteville, Digosville, Le Mesnil-au-Val et la dernière partie de Cherbourg-en-Cotentin. |
| Valognes                       | Valognes                       | 31                                    | Azeville, Brix, Écausseville, Émondeville, Éroudeville, Flottemanville, Fontenay-sur-Mer, Fresville, Le Ham, Hémevez, Huberville, Joganville, Lestre, Lieusaint, Montaigu-la-Brisette, Montebourg, Ozeville, Quinéville, Saint-Cyr, Saint-Floxel, Saint-Germain-de-Tournebut, Saint-Joseph, Saint-Marcouf, Saint-Martin-d'Audouville, Saussemesnil, Sortosville, Tamerville, Urville, Valognes, Vaudreville, Yvetot-Bocage.                                                                       |
| Val-de-Saire                   | Saint-Vaast-la-Hougue          | 29                                    | Anneville-en-Saire, Aumeville-Lestre, Barfleur, Brillevast, Canteloup, Carneville, Clitourps, Crasville, Fermanville, Gatteville-le-Phare, Gonneville-le-Theil, Maupertus-sur-Mer, Montfarville, Octeville-l'Avenel, La Pernelle, Quettehou, Réville, Saint-Pierre-Église, Saint-Vaast-la-Hougue, Sainte-Geneviève, Teurthéville-Bocage, Théville, Tocqueville, Valcanville, Varouville, Le Vast, Le Vicel, Vicq-sur-Mer, Videcosville.                                                           |
| Villedieu-les-Poêles-Rouffigny | Villedieu-les-Poêles-Rouffigny | 27                                    | Beslon, La Bloutière, Boisyvon, Bourguenolles, Champrepus, La Chapelle-Cécelin, Chérencé-le-Héron, La Colombe, Coulouvray-Boisbenâtre, Fleury, Le Guislain, La Haye-Bellefond, La Lande-d'Airou, Margueray, Maupertuis, Montabot, Montbray, Morigny, Percy-en-Normandie, Saint-Martin-le-Bouillant, Saint-Maur-des-Bois, Saint-Pois, Sainte-Cécile, Le Tanu, La Trinité, Villebaudon, Villedieu-les-Poêles-Rouffigny.                                                                             |

## Orne(61) - 21 cantons
| N° | Nom du Canton      | Nombre de communes entières | Communes composant le canton |
| -- | ------------------ | --------------------------- | --- |
| 1  | L'Aigle            | 7                           | L'Aigle, Chandai, Saint-Martin-d'Écublei, Saint-Michel-Tubœuf, Saint-Ouen-sur-Iton, Saint-Sulpice-sur-Risle, Vitrai-sous-Laigle. |
| 2  | Alençon-1          | 1 + fraction Alençon        | 1° La commune suivante : Cerisé. 2° La partie de la commune d'Alençon située au nord d'une ligne définie par l'axe des voies et limites suivantes : depuis la limite territoriale de la commune de Saint-Germain-du-Corbéis, avenue de Koutiala, rue de Guerame, place Candie, rue Candie, rond-point, rue Antoine-Jullien, place du Commandant-Daniel-Desmeulles, cours Georges-Clemenceau, Grande-Rue, rue du Pont-Neuf, cours de la Sarthe, boulevard de la République, rue de la Fuie-des-Vignes, ligne de chemin de fer, cours de la Sarthe, jusqu'à la limite territoriale de la commune de Saint-Paterne. |
| 3  | Alençon-2          | 1 + fraction Alençon        | 1° La commune suivante : Saint-Germain-du-Corbéis. 2° La partie de la commune d'Alençon non incluse dans le canton d'Alençon-1. |
| 4  | Argentan-1         | 15 + fraction Argentan      | 1° Les communes suivantes : Aunou-le-Faucon, Boischampré, Brieux, Commeaux, Fontenai-sur-Orne, Juvigny-sur-Orne, Montabard, Moulins-sur-Orne, Nécy, Occagnes, Ri, Rônai, Sai, Sarceaux, Sévigny. 2° La partie de la commune d'Argentan située à l'ouest d'une ligne définie par l'axe des voies et limites suivantes : depuis la limite territoriale de la commune de Sai, cours du bras principal de l'Orne, avenue de la Forêt-Normande, boulevard du Général-de-Gaulle, place Mahé, place du Docteur-Couinaud, rue Wladimir-Martel, rue Fontaine, rue du 104e-Régiment-d'Infanterie, rue des Rédemptoristes, rue Jacques-Gabriel, rue Jeanne-d'Arc, rue Mézerette, avenue de Paris, place des Trois-Croix, rue des Petits-Fossés (route départementale 926), rue des Maisons-Bruneaux, route de Sévigny, jusqu'à la limite territoriale de la commune de Sévigny. |
| 5  | Argentan-2         | 33 + fraction Argentan      | 1° Les communes suivantes : Aubry-en-Exmes, Avernes-sous-Exmes, Bailleul, Le Bourg-Saint-Léonard, Chambois, La Cochère, Coudehard, Coulonces, Courménil, Écorches, Exmes, Fel, Fontaine-les-Bassets, Ginai, Guêprei, Louvières-en-Auge, Merri, Mont-Ormel, Montreuil-la-Cambe, Neauphe-sur-Dive, Omméel, Ommoy, Le Pin-au-Haras, Saint-Gervais-des-Sablons, Saint-Lambert-sur-Dive, Saint-Pierre-la-Rivière, Silly-en-Gouffern, Survie, Tournai-sur-Dive, Trun, Urou-et-Crennes, Villebadin, Villedieu-lès-Bailleul. 2° La partie de la commune d'Argentan non incluse dans le canton d'Argentan-1. ; |
| 6  | Athis-de-l'Orne    | 45                          | Athis-de-l'Orne, Bazoches-au-Houlme, Berjou, Bréel, Briouze, Cahan, La Carneille, Champcerie, Chênedouit, Craménil, Durcet, Faverolles, La Forêt-Auvray, La Fresnaye-au-Sauvage, Giel-Courteilles, Le Grais, Habloville, La Lande-Saint-Siméon, Lignou, Le Ménil-de-Briouze, Ménil-Gondouin, Ménil-Hermei, Ménil-Hubert-sur-Orne, Ménil-Jean, Ménil-Vin, Montreuil-au-Houlme, Neuvy-au-Houlme, Notre-Dame-du-Rocher, Pointel, Putanges-Pont-Écrepin, Rabodanges, Ronfeugerai, Les Rotours, Saint-André-de-Briouze, Saint-Aubert-sur-Orne, Saint-Hilaire-de-Briouze, Saint-Philbert-sur-Orne, Sainte-Croix-sur-Orne, Sainte-Honorine-la-Chardonne, Sainte-Honorine-la-Guillaume, Sainte-Opportune, Ségrie-Fontaine, Taillebois, Les Tourailles, Les Yveteaux. |
| 7  | Bagnoles-de-l'Orne | 23                          | Bagnoles-de-l'Orne, La Baroche-sous-Lucé, Beaulandais, Ceaucé, La Chapelle-d'Andaine, Couterne, L'Épinay-le-Comte, Geneslay, Haleine, Juvigny-sous-Andaine, Loré, Lucé, Mantilly, Passais, Perrou, Saint-Denis-de-Villenette, Saint-Fraimbault, Saint-Mars-d'Égrenne, Saint-Roch-sur-Égrenne, Saint-Siméon, Sept-Forges, Tessé-Froulay, Torchamp. |
| 8  | Bretoncelles       | 24                          | Bellou-sur-Huisne, Berd'huis, Boissy-Maugis, Bretoncelles, Colonard-Corubert, Condeau, Condé-sur-Huisne, Coulonges-les-Sablons, Courcerault, Dancé, Dorceau, La Madeleine-Bouvet, Maison-Maugis, Moutiers-au-Perche, Nocé, Préaux-du-Perche, Rémalard, Saint-Aubin-des-Grois, Saint-Cyr-la-Rosière, Saint-Germain-des-Grois, Saint-Jean-de-la-Forêt, Saint-Maurice-sur-Huisne, Saint-Pierre-la-Bruyère, Verrières. |
| 9  | Ceton              | 28                          | Appenai-sous-Bellême, Bellême, Bellou-le-Trichard, Ceton, La Chapelle-Souëf, Chemilli, Dame-Marie, Eperrais, Gémages, Le Gué-de-la-Chaîne, L'Hermitière, Igé, Mâle, Origny-le-Butin, Origny-le-Roux, La Perrière, Pouvrai, La Rouge, Saint-Agnan-sur-Erre, Saint-Fulgent-des-Ormes, Saint-Germain-de-la-Coudre, Saint-Hilaire-sur-Erre, Saint-Martin-du-Vieux-Bellême, Saint-Ouen-de-la-Cour, Sérigny, Suré, Le Theil, Vaunoise. |
| 10 | Damigny            | 16                          | Colombiers, Condé-sur-Sarthe, Cuissai, Damigny, La Ferrière-Bochard, Gandelain, Héloup, Lalacelle, Lonrai, Mieuxcé, Pacé, La Roche-Mabile, Saint-Céneri-le-Gérei, Saint-Denis-sur-Sarthon, Saint-Nicolas-des-Bois, Valframbert. |
| 11 | Domfront           | 15                          | Avrilly, Champsecret, Chanu, Domfront, La Haute-Chapelle, Lonlay-l'Abbaye, Le Ménil-Ciboult, Montsecret-Clairefougère, Rouellé, Saint-Bômer-les-Forges, Saint-Brice, Saint-Christophe-de-Chaulieu, Saint-Gilles-des-Marais, Saint-Quentin-les-Chardonnets, Tinchebray-Bocage. |
| 12 | La Ferté-Macé      | 15                          | Banvou, Beauvain, Bellou-en-Houlme, La Coulonche, Dompierre, Échalou, La Ferrière-aux-Étangs, La Ferté-Macé, Lonlay-le-Tesson, Messei, Saint-André-de-Messei, Saint-Maurice-du-Désert, Saint-Michel-des-Andaines, Saires-la-Verrerie, La Sauvagère. |
| 13 | Flers-1            | 12 + fraction Flers         | 1° Les communes suivantes : La Bazoque, Caligny, Cerisy-Belle-Étoile, La Chapelle-au-Moine, La Chapelle-Biche, Le Châtellier, La Lande-Patry, Landisacq, Moncy, Saint-Clair-de-Halouze, Saint-Paul, Saint-Pierre-d'Entremont. 2° La partie de la commune de Flers située à l'ouest d'une ligne définie par l'axe des voies et limites suivantes : depuis la limite territoriale de la commune de Saint-Georges-des-Groseillers, rue de la Planchette, rue du Moulin, rue Henri-Veniard, place du Général-de-Gaulle, rue du 6-Juin, rue de Domfront, place du Maréchal-de-Lattre-de-Tassigny, rue de Domfront, ligne de chemin de fer, jusqu'à la limite territoriale de la commune de La Selle-la-Forge. |
| 14 | Flers-2            | 6 + fraction Flers          | 1° Les communes suivantes : Aubusson, Landigou, Montilly-sur-Noireau, Saint-Georges-des-Groseillers, Saint-Pierre-du-Regard, La Selle-la-Forge. 2° La partie de la commune de Flers non incluse dans le canton de Flers-1. |
| 15 | Magny-le-Désert    | 46                          | Antoigny, Avoine, Batilly, Boucé, Carrouges, Chahains, Le Champ-de-la-Pierre, La Chaux, Ciral, La Courbe, Écouché, Fleuré, Fontenai-les-Louvets, Goulet, Joué-du-Bois, Joué-du-Plain, La Lande-de-Goult, La Lande-de-Lougé, Livaie, Longuenoë, Loucé, Lougé-sur-Maire, Magny-le-Désert, Méhoudin, Le Ménil-Scelleur, Montgaroult, La Motte-Fouquet, Rânes, Rouperroux, Saint-Brice-sous-Rânes, Saint-Didier-sous-Écouves, Saint-Ellier-les-Bois, Saint-Georges-d'Annebecq, Saint-Martin-des-Landes, Saint-Martin-l'Aiguillon, Saint-Ouen-le-Brisoult, Saint-Ouen-sur-Maire, Saint-Patrice-du-Désert, Saint-Sauveur-de-Carrouges, Sainte-Marguerite-de-Carrouges, Sainte-Marie-la-Robert, Sentilly, Serans, Sevrai, Tanques, Vieux-Pont. |
| 16 | Mortagne-au-Perche | 33                          | Bazoches-sur-Hoëne, Bellavilliers, Boëcé, Champeaux-sur-Sarthe, La Chapelle-Montligeon, Comblot, Corbon, Coulimer, Courgeon, Courgeoût, Feings, Loisail, Mauves-sur-Huisne, La Mesnière, Montgaudry, Mortagne-au-Perche, Parfondeval, Pervenchères, Le Pin-la-Garenne, Réveillon, Saint-Aquilin-de-Corbion, Saint-Aubin-de-Courteraie, Saint-Denis-sur-Huisne, Saint-Germain-de-Martigny, Saint-Hilaire-le-Châtel, Saint-Jouin-de-Blavou, Saint-Langis-lès-Mortagne, Saint-Mard-de-Réno, Saint-Martin-des-Pézerits, Saint-Ouen-de-Sécherouvre, Sainte-Céronne-lès-Mortagne, Soligny-la-Trappe, Villiers-sous-Mortagne. |
| 17 | Radon              | 39                          | Aunay-les-Bois, Barville, Brullemail, Buré, Bures, Bursard, Le Chalange, Coulonges-sur-Sarthe, Courtomer, Essay, Ferrières-la-Verrerie, Forges, Gâprée, Hauterive, Laleu, Larré, Marchemaisons, Le Mêle-sur-Sarthe, Le Ménil-Broût, Ménil-Erreux, Le Ménil-Guyon, Montchevrel, Neuilly-le-Bisson, Le Plantis, Radon, Saint-Agnan-sur-Sarthe, Saint-Aubin-d'Appenai, Saint-Germain-le-Vieux, Saint-Julien-sur-Sarthe, Saint-Léger-sur-Sarthe, Saint-Léonard-des-Parcs, Saint-Quentin-de-Blavou, Sainte-Scolasse-sur-Sarthe, Semallé, Tellières-le-Plessis, Trémont, Les Ventes-de-Bourse, Vidai, Vingt-Hanaps. |
| 18 | Rai                | 35                          | Anceins, Aube, Les Authieux-du-Puits, Beaufai, Bocquencé, Champ-Haut, Couvains, Échauffour, Écorcei, Fay, La Ferté-Frênel, Gauville, La Genevraie, Glos-la-Ferrière, Godisson, La Gonfrière, Heugon, Lignères, Mahéru, Ménil-Froger, Le Ménil-Vicomte, Le Merlerault, Monnai, Nonant-le-Pin, Planches, Rai, Saint-Évroult-Notre-Dame-du-Bois, Saint-Germain-de-Clairefeuille, Saint-Nicolas-des-Laitiers, Saint-Nicolas-de-Sommaire, Saint-Pierre-des-Loges, Saint-Symphorien-des-Bruyères, Sainte-Gauburge-Sainte-Colombe, Touquettes, Villers-en-Ouche. |
| 19 | Sées               | 24                          | Almenêches, Aunou-sur-Orne, Belfonds, La Bellière, Boissei-la-Lande, Boitron, Le Bouillon, Le Cercueil, Chailloué, La Chapelle-près-Sées, Le Château-d'Almenêches, La Ferrière-Béchet, Francheville, Macé, Marmouillé, Médavy, Montmerrei, Mortrée, Neauphe-sous-Essai, Neuville-près-Sées, Saint-Gervais-du-Perron, Saint-Hilaire-la-Gérard, Sées, Tanville. |
| 20 | Tourouvre          | 41                          | Les Aspres, Auguaise, Autheuil, Beaulieu, Bivilliers, Bizou, Bonnefoi, Bonsmoulins, Bresolettes, Brethel, Bubertré, Champs, La Chapelle-Viel, Crulai, La Ferrière-au-Doyen, Les Genettes, L'Hôme-Chamondot, Irai, La Lande-sur-Eure, Lignerolles, Longny-au-Perche, Le Mage, Malétable, Marchainville, Le Ménil-Bérard, Les Menus, Monceaux-au-Perche, Moulicent, Moulins-la-Marche, Moussonvilliers, Neuilly-sur-Eure, Normandel, Le Pas-Saint-l'Homer, La Poterie-au-Perche, Prépotin, Randonnai, Saint-Hilaire-sur-Risle, Saint-Maurice-lès-Charencey, Saint-Victor-de-Réno, Tourouvre, La Ventrouze. |
| 21 | Vimoutiers         | 33                          | Aubry-le-Panthou, Avernes-Saint-Gourgon, Le Bosc-Renoult, Camembert, Canapville, Les Champeaux, Champosoult, Chaumont, Cisai-Saint-Aubin, Coulmer, Croisilles, Crouttes, La Fresnaie-Fayel, Fresnay-le-Samson, Gacé, Guerquesalles, Mardilly, Ménil-Hubert-en-Exmes, Neuville-sur-Touques, Orgères, Orville, Pontchardon, Le Renouard, Résenlieu, Roiville, Saint-Aubin-de-Bonneval, Saint-Évroult-de-Montfort, Saint-Germain-d'Aunay, Le Sap, Le Sap-André, Ticheville, La Trinité-des-Laitiers, Vimoutiers. |

## Seine-Maritime(76) - 35 cantons
| N° | Nom du Canton            | Nombre de communes entières                               | Communes composant le canton |
| -- | ------------------------ | --------------------------------------------------------- | --- |
| 1  | Barentin                 | 21                                                        | Anneville-Ambourville, Bardouville, Barentin, Berville-sur-Seine, Blacqueville, Bouville, Duclair, Épinay-sur-Duclair, Hénouville, Jumièges, Mauny, Le Mesnil-sous-Jumièges, Quevillon, Saint-Martin-de-Boscherville, Saint-Paër, Saint-Pierre-de-Varengeville, Sainte-Marguerite-sur-Duclair, Le Trait, Villers-Écalles, Yainville, Yville-sur-Seine. |
| 2  | Bois-Guillaume           | 19                                                        | Anceaumeville, Authieux-Ratiéville, Bihorel, Le Bocasse, Bois-Guillaume, Bosc-Guérard-Saint-Adrien, Claville-Motteville, Clères, Esteville, Fontaine-le-Bourg, Frichemesnil, Grugny, La Houssaye-Béranger, Isneauville, Mont-Cauvaire, Montville, Quincampoix, Saint-Georges-sur-Fontaine, Sierville. |
| 3  | Bolbec                   | 20                                                        | Bernières, Beuzeville-la-Grenier, Beuzevillette, Bolbec, Gruchet-le-Valasse, Lanquetot, Lillebonne, Mélamare, Mirville, Nointot, Parc-d'Anxtot, Raffetot, Rouville, Saint-Antoine-la-Forêt, Saint-Eustache-la-Forêt, Saint-Jean-de-Folleville, Saint-Jean-de-la-Neuville, Saint-Nicolas-de-la-Taille, Tancarville, La Trinité-du-Mont. |
| 4  | Canteleu                 | 6                                                         | Canteleu, Hautot-sur-Seine, Maromme, Sahurs, Saint-Pierre-de-Manneville, Val-de-la-Haye. |
| 5  | Caudebec-lès-Elbeuf      | 7                                                         | Caudebec-lès-Elbeuf, Cléon, Freneuse, Saint-Aubin-lès-Elbeuf, Saint-Pierre-lès-Elbeuf, Sotteville-sous-le-Val, Tourville-la-Rivière. |
| 6  | Darnétal                 | 15                                                        | Amfreville-la-Mi-Voie, Les Authieux-sur-le-Port-Saint-Ouen, Belbeuf, Bonsecours, Darnétal, Fontaine-sous-Préaux, Gouy, Quévreville-la-Poterie, Roncherolles-sur-le-Vivier, Saint-Aubin-Celloville, Saint-Aubin-Épinay, Saint-Jacques-sur-Darnétal, Saint-Léger-du-Bourg-Denis, Saint-Martin-du-Vivier, Ymare. |
| 7  | Dieppe-1                 | 16 + fraction Dieppe                                      | 1° Les communes suivantes : Ambrumesnil, Aubermesnil-Beaumais, Colmesnil-Manneville, Hautot-sur-Mer, Longueil, Martigny, Offranville, Ouville-la-Rivière, Quiberville, Rouxmesnil-Bouteilles, Saint-Aubin-sur-Scie, Saint-Denis-d'Aclon, Sainte-Marguerite-sur-Mer, Sauqueville, Tourville-sur-Arques, Varengeville-sur-Mer. 2° La partie de la commune de Dieppe située à l'ouest de l'axe médian des voies et limites suivantes : depuis le littoral, chenal, avant-port, bassin Duquesne, quai du Tonkin, arrière-port, bassin du Canada, bassin de Paris, voie non dénommée reliant l'extrémité Sud du bassin de Paris à la chaussée de l'Arques, chaussée de l'Arques, jusqu'à la limite territoriale de la commune de Rouxmesnil-Bouteilles. |
| 8  | Dieppe-2                 | 38 + fraction Dieppe                                      | 1° Les communes suivantes : Ancourt, Arques-la-Bataille, Assigny, Auquemesnil, Bailly-en-Rivière, Bellengreville, Belleville-sur-Mer, Berneval-le-Grand, Biville-sur-Mer, Bracquemont, Brunville, Dampierre-Saint-Nicolas, Derchigny, Douvrend, Envermeu, Freulleville, Glicourt, Gouchaupre, Grèges, Greny, Guilmécourt, Les Ifs, Intraville, Martin-Église, Meulers, Notre-Dame-d'Aliermont, Penly, Ricarville-du-Val, Saint-Aubin-le-Cauf, Saint-Jacques-d'Aliermont, Saint-Martin-en-Campagne, Saint-Nicolas-d'Aliermont, Saint-Ouen-sous-Bailly, Saint-Quentin-au-Bosc, Saint-Vaast-d'Équiqueville, Sauchay, Saint-Vaast-d'Équiqueville, Sauchay, Tocqueville-sur-Eu, Tourville-la-Chapelle. 2° La partie de la commune de Dieppe non incluse dans le canton de Dieppe-1, soit les quartiers du Pollet, de Neuville et de Puys. |
| 9  | Elbeuf                   | 6                                                         | La Bouille, Elbeuf, Grand-Couronne, La Londe, Moulineaux, Orival. |
| 10 | Eu                       | 40                                                        | Aubermesnil-aux-Érables, Baromesnil, Bazinval, Blangy-sur-Bresle, Campneuseville, Canehan, Criel-sur-Mer, Cuverville-sur-Yères, Dancourt, Étalondes, Eu, Fallencourt, Flocques, Foucarmont, Guerville, Hodeng-au-Bosc, Incheville, Longroy, Melleville, Le Mesnil-Réaume, Millebosc, Monchaux-Soreng, Monchy-sur-Eu, Nesle-Normandeuse, Pierrecourt, Ponts-et-Marais, Réalcamp, Rétonval, Rieux, Saint-Léger-aux-Bois, Saint-Martin-au-Bosc, Saint-Martin-le-Gaillard, Saint-Pierre-en-Val, Saint-Rémy-Boscrocourt, Saint-Riquier-en-Rivière, Sept-Meules, Touffreville-sur-Eu, Le Tréport, Villers-sous-Foucarmont, Villy-sur-Yères. |
| 11 | Fécamp                   | 35                                                        | Ancretteville-sur-Mer, Angerville-la-Martel, Colleville, Contremoulins, Criquebeuf-en-Caux, Criquetot-le-Mauconduit, Écretteville-sur-Mer, Életot, Épreville, Fécamp, Froberville, Ganzeville, Gerponville, Gerville, Limpiville, Les Loges, Maniquerville, Riville, Saint-Léonard, Saint-Pierre-en-Port, Sainte-Hélène-Bondeville, Sassetot-le-Mauconduit, Senneville-sur-Fécamp, Sorquainville, Thérouldeville, Theuville-aux-Maillots, Thiergeville, Thiétreville, Tourville-les-Ifs, Toussaint, Valmont, Vattetot-sur-Mer, Vinnemerville, Yport, Ypreville-Biville. |
| 12 | Gournay-en-Bray          | 67                                                        | Argueil, Aubéguimont, Aumale, Avesnes-en-Bray, Beaubec-la-Rosière, Beaussault, Beauvoir-en-Lyons, La Bellière, Bézancourt, Bosc-Hyons, Brémontier-Merval, Le Caule-Sainte-Beuve, La Chapelle-Saint-Ouen, Compainville, Conteville, Criquiers, Croisy-sur-Andelle, Cuy-Saint-Fiacre, Dampierre-en-Bray, Doudeauville, Elbeuf-en-Bray, Ellecourt, Ernemont-la-Villette, Ferrières-en-Bray, La Ferté-Saint-Samson, La Feuillie, Forges-les-Eaux, Le Fossé, Fry, Gaillefontaine, Gancourt-Saint-Étienne, Gournay-en-Bray, Grumesnil, La Hallotière, Haucourt, Haudricourt, Haussez, La Haye, Le Héron, Hodeng-Hodenger, Illois, Landes-Vieilles-et-Neuves, Longmesnil, Marques, Mauquenchy, Ménerval, Mésangueville, Le Mesnil-Lieubray, Mesnil-Mauger, Molagnies, Montroty, Morienne, Morville-sur-Andelle, Neuf-Marché, Nolléval, Nullemont, Pommereux, Richemont, Roncherolles-en-Bray, Ronchois, Rouvray-Catillon, Saint-Michel-d'Halescourt, Saumont-la-Poterie, Serqueux, Sigy-en-Bray, Le Thil-Riberpré, Vieux-Rouen-sur-Bresle. |
| 13 | Le Grand-Quevilly        | 2                                                         | Le Grand-Quevilly, Petit-Couronne |
| 14 | Le Havre-1               | fraction Le Havre                                         | Partie de la commune du Havre située au nord et à l'ouest d'une ligne définie par l'axe des voies et limites suivantes : depuis la limite territoriale de la commune de Sainte-Adresse, rue de la Sous-Bretonne, rue Estienne-d'Orves, rue Irène-Joliot-Curie, rue des Martyrs, rue Florimond-Laurent, rue de Saint-Quentin, rue Coypel, rue Bernard-Palissy, rue de Châteaudun, rue de Saint-Quentin, rue de Belfort, rue de l'Artois, rue Daguerre, rue Paul-Louis Courier, rue Charles-Floquet, rue Edmond-Meyer, rue Darwin, rue de Douaumont, rue Pierre-Curie, rue Edmond-Meyer, rue Louis-Blanc, rue Jenner, tunnel Jenner, place Jenner, avenue René-Dehayes, lisière est de la forêt de Montgeon, jusqu'à la limite territoriale de la commune de Fontaine-la-Mallet. |
| 15 | Le Havre-2               | 2 + fraction Le Havre                                     | 1° Les communes suivantes : Harfleur, Montivilliers. 2° La partie de la commune du Havre située au nord et à l'est d'une ligne définie par l'axe des voies et limites suivantes : depuis la limite territoriale de la commune de Fontaine-la-Mallet, lisière est de la forêt de Montgeon, allée des Cigales, rue William-Cargill, rue Socrate, chemin de la rue Socrate à la rue William-Cargill, rue Jean-Bouise sud, allée Étienne-Peau, ligne droite jusqu'à la rue Adèle-Robert, rue Adèle-Robert, rue Socrate, place des Martyrs, rue Flandres-Dunkerque, rue des Londes, avenue du 8-Mai-1945, rue Fourier, rue Édouard-Vaillant, avenue Pierre-Courtade, rue Virgil-Grissom, rue du Docteur-Vannier, chemin de Caucriauville, jusqu'à la limite territoriale de la commune d'Harfleur. |
| 16 | Le Havre-3               | 3 + fraction Le Havre                                     | 1° Les communes suivantes : Gainneville, Gonfreville-l'Orcher, Rogerville. 2° La partie de la commune du Havre située au sud d'une ligne définie par l'axe des voies et limites suivantes : depuis la limite territoriale de la commune de Gonfreville-l'Orcher, route nationale 282, boulevard de Leningrad, boulevard de Graville, rue Aristide-Briand, cours de la République, cours du Commandant-Fratacci, quai Colbert, rue André-Carrette, quai Casimir-Delavigne, quai de l'Île, quai de Southampton, chaussée John-Kennedy, boulevard Clemenceau, ligne droite dans le prolongement de l'avenue Foch, jusqu'au littoral. |
| 17 | Le Havre-4               | fraction Le Havre                                         | partie de la commune du Havre située à l'est d'une ligne définie par l'axe des voies et limites suivantes : depuis la limite territoriale de la commune de Gonfreville-l'Orcher, route nationale 282, boulevard de Leningrad, boulevard de Graville, rue Aristide-Briand, cours de la République, tunnel Jenner, rue de Tourneville, rue Pasteur, rue du Général-Rouelle, rue des Acacias, rue Jenner, tunnel Jenner, place Jenner, avenue René-Dehayes, lisière est de la forêt de Montgeon, allée des Cigales, rue Socrate, chemin de la rue Socrate à la rue William-Cargill, rue William-Cargill, rue Jean-Bouise sud, allée Etienne-Peau, ligne droite jusqu'à la rue Adèle-Robert, rue Adèle-Robert, rue Socrate, place des Martyrs, rue Flandres-Dunkerque, rue des Londes, avenue du 8-Mai-1945, rue Fourier, rue Edouard-Vaillant, avenue Pierre-Courtade, rue Virgil-Grissom, rue du Docteur-Vannier, chemin de Caucriauville, jusqu'à la limite territoriale de la commune d'Harfleur. |
| 18 | Le Havre-5               | fraction Le Havre                                         | partie de la commune du Havre située à l'intérieur du périmètre définie par l'axe des voies et limites suivantes : rue des Martyrs, rue Florimond-Laurent, rue de Saint-Quentin, rue Coypel, rue Bernard-Palissy, rue de Châteaudun, rue de Saint-Quentin, rue de Belfort, rue de l'Artois, rue Daguerre, rue Paul-Louis-Courier, rue Charles-Floquet, rue Edmond-Meyer, rue Darwin, rue de Douaumont, rue Pierre-Curie, rue Edmond-Meyer, rue Louis-Blanc, rue Jenner, rue des Acacias, rue du Général-Rouelle, rue Pasteur, rue de Tourneville, tunnel Jenner, cours de la République, rue Jules-Lecesne, place de l'Hôtel-de-Ville, avenue René-Coty, rue d'Ingouville, rue Gustave-Flaubert, rue Jacques-Louer, rue Pierre-Faure, rue d'Eprémesnil, place des Gobelins, rue des Gobelins, rue Mogador, rue Jean-Charcot, rue Belain-d'Esnambuc, passage Duflo, ligne droite dans le prolongement de la rue d'Albion jusqu'à la rue Clément-Marical, rue Clément-Marical, rue de la Cavée-Verte, rue Roger-Salengro, rue Gaston-Doumergue, rue Alexandre, rue Irène-Joliot-Curie. |
| 19 | Le Havre-6               | 1 + fraction Le Havre                                     | 1° La commune suivante : Sainte-Adresse. 2° La partie de la commune du Havre non incluse dans les cantons du Havre-1, du Havre-2, du Havre-3, du Havre-4 et du Havre-5. |
| 20 | Luneray                  | 73                                                        | Anneville-sur-Scie, Auffay, Auppegard, Auzouville-sur-Saâne, Avremesnil, Bacqueville-en-Caux, Beautot, Beauval-en-Caux, Belleville-en-Caux, Belmesnil, Bertreville-Saint-Ouen, Bertrimont, Biville-la-Baignarde, Biville-la-Rivière, Le Bois-Robert, Brachy, Calleville-les-Deux-Églises, Le Catelier, Les Cent-Acres, La Chapelle-du-Bourgay, La Chaussée, Criquetot-sur-Longueville, Crosville-sur-Scie, Dénestanville, Étaimpuis, La Fontelaye, Fresnay-le-Long, Gonnetot, Gonneville-sur-Scie, Greuville, Gruchet-Saint-Siméon, Gueures, Gueutteville, Hermanville, Heugleville-sur-Scie, Imbleville, Heugleville-sur-Scie, Imbleville, Lamberville, Lammerville, Lestanville, Lintot-les-Bois, Longueville-sur-Scie, Luneray, Manéhouville, Montreuil-en-Caux, Muchedent, Notre-Dame-du-Parc, Omonville, Rainfreville, Royville, Saâne-Saint-Just, Saint-Crespin, Saint-Denis-sur-Scie, Saint-Germain-d'Étables, Saint-Honoré, Saint-Maclou-de-Folleville, Saint-Mards, Saint-Ouen-du-Breuil, Saint-Ouen-le-Mauger, Saint-Pierre-Bénouville, Saint-Vaast-du-Val, Saint-Victor-l'Abbaye, Sainte-Foy, Sassetot-le-Malgardé, Sévis, Thil-Manneville, Tocqueville-en-Caux, Torcy-le-Grand, Torcy-le-Petit, Tôtes, Val-de-Saâne, Vassonville, Vénestanville.        |
| 21 | Le Mesnil-Esnard         | 44                                                        | Auzouville-sur-Ry, Bierville, Blainville-Crevon, Bois-d'Ennebourg, Bois-Guilbert, Bois-Héroult, Bois-l'Évêque, Boissay, Boos, Bosc-Bordel, Bosc-Édeline, Bosc-Roger-sur-Buchy, Buchy, Cailly, Catenay, Elbeuf-sur-Andelle, Ernemont-sur-Buchy, Estouteville-Écalles, Franqueville-Saint-Pierre, Fresne-le-Plan, Grainville-sur-Ry, Héronchelles, Longuerue, Martainville-Epreville, Le Mesnil-Esnard, Mesnil-Raoul, Montmain, Morgny-la-Pommeraye, La Neuville-Chant-d'Oisel, Pierreval, Préaux, Rebets, La Rue-Saint-Pierre, Ry, Saint-Aignan-sur-Ry, Saint-André-sur-Cailly, Saint-Aignan-sur-Ry, Saint-André-sur-Cailly, Saint-Denis-le-Thiboult, Saint-Germain-des-Essourts, Saint-Germain-sous-Cailly, Sainte-Croix-sur-Buchy, Servaville-Salmonville, Vieux-Manoir, La Vieux-Rue, Yquebeuf. |
| 22 | Mont-Saint-Aignan        | 2                                                         | Déville-lès-Rouen, Mont-Saint-Aignan. |
| 23 | Neufchâtel-en-Bray       | 70                                                        | Ardouval, Auvilliers, Avesnes-en-Val, Bailleul-Neuville, Baillolet, Beaumont-le-Hareng, Bellencombre, Bosc-Bérenger, Bosc-le-Hard, Bosc-Mesnil, Bouelles, Bracquetuit, Bradiancourt, Bully, Bures-en-Bray, Callengeville, Clais, Cottévrard, Cressy, La Crique, Critot, Croixdalle, Cropus, Esclavelles, Fesques, Flamets-Frétils, Fontaine-en-Bray, Fréauville, Fresles, Fresnoy-Folny, Grandcourt, Les Grandes-Ventes, Graval, Grigneuseville, Londinières, Lucy, Massy, Mathonville, Maucomble, Ménonval, Mesnières-en-Bray, Mesnil-Follemprise, Montérolier, Mortemer, Nesle-Hodeng, Neufbosc, Neufchâtel-en-Bray, Neuville-Ferrières, Osmoy-Saint-Valery, Pommeréval, Preuseville, Puisenval, Quièvrecourt, Rocquemont, Rosay, Saint-Germain-sur-Eaulne, Saint-Martin-l'Hortier, Saint-Martin-Osmonville, Saint-Pierre-des-Jonquières, Saint-Saëns, Saint-Saire, Sainte-Agathe-d'Aliermont, Sainte-Beuve-en-Rivière, Sainte-Geneviève, Saint-Hellier, Smermesnil, Sommery, Vatierville, Ventes-Saint-Rémy, Wanchy-Capval. |
| 24 | Notre-Dame-de-Bondeville | 24                                                        | Betteville, Carville-la-Folletière, Croix-Mare, Écalles-Alix, Émanville, Eslettes, La Folletière, Fresquiennes, Fréville, Goupillières, Le Houlme, Houppeville, Limésy, Malaunay, Mesnil-Panneville, Mont-de-l'If, Montigny, Notre-Dame-de-Bondeville, Pavilly, Pissy-Pôville, Roumare, Saint-Jean-du-Cardonnay, Sainte-Austreberthe, La Vaupalière. |
| 25 | Notre-Dame-de-Gravenchon | 27                                                        | Anquetierville, Auberville-la-Campagne, Bolleville, Caudebec-en-Caux, La Frénaye, Grand-Camp, Heurteauville, Lintot, Louvetot, La Mailleraye-sur-Seine, Maulévrier-Sainte-Gertrude, Norville, Notre-Dame-de-Bliquetuit, Notre-Dame-de-Gravenchon, Petiville, Saint-Arnoult, Saint-Aubin-de-Crétot, Saint-Gilles-de-Crétot, Saint-Maurice-d'Ételan, Saint-Nicolas-de-Bliquetuit, Saint-Nicolas-de-la-Haie, Saint-Wandrille-Rançon, Touffreville-la-Cable, Triquerville, Trouville, Vatteville-la-Rue, Villequier. |
| 26 | Octeville-sur-Mer        | 31                                                        | Angerville-l'Orcher, Anglesqueville-l'Esneval, Beaurepaire, Bénouville, Bordeaux-Saint-Clair, Cauville-sur-Mer, Criquetot-l'Esneval, Cuverville, Épouville, Étretat, Fongueusemare, Fontaine-la-Mallet, Fontenay, Gonneville-la-Mallet, Hermeville, Heuqueville, Manéglise, Mannevillette, Notre-Dame-du-Bec, Octeville-sur-Mer, Pierrefiques, La Poterie-Cap-d'Antifer, Rolleville, Saint-Jouin-Bruneval, Saint-Martin-du-Bec, Saint-Martin-du-Manoir, Sainte-Marie-au-Bosc, Le Tilleul, Turretot, Vergetot, Villainville. |
| 27 | Le Petit-Quevilly        | 1 + fraction Sotteville-lès-Rouen                         | 1° La commune suivante : Le Petit-Quevilly. 2° La partie de la commune de Sotteville-lès-Rouen située au nord d'une ligne définie par l'axe des voies et limites suivantes : depuis la limite territoriale de la commune de Rouen, place Voltaire, rue Pierre-Corneille, rue Léon-Salva, rue Garibaldi, rue des Frères-Louis-et-René-Canton, rue des Déportés, rue Léon-Salva, avenue de la Libération, avenue Jean-Jaurès, rue Georges-Petit, rue Léon-Salva, avenue du 14-Juillet, rond-point des Bruyères, jusqu'à la limite territoriale de la commune du Petit-Quevilly. |
| 28 | Rouen-1                  | fraction Rouen                                            | Partie de la commune de Rouen située à l'ouest d'une ligne définie par l'axe des voies et limites suivantes : depuis la limite territoriale de la commune de Bois-Guillaume, route de Neufchâtel, boulevard de l'Yser, boulevard de la Marne, rue Jeanne-d'Arc, rue Guillaume-le-Conquérant, place du Vieux-Marché, rue du Vieux-Palais, place Martin-Luther-King, rue Herbière, rue André-Gide, rue de la Vicomté, rue aux Ours, rue Jeanne-d'Arc, pont Jeanne-d'Arc, avenue Jacques-Cartier, place Joffre, avenue de Bretagne, boulevard de l'Europe, rue des Murs-Saint-Yon, place Saint-Clément, rue Saint-Julien, place des Chartreux, jusqu'à la limite territoriale de la commune du Petit-Quevilly. |
| 29 | Rouen-2                  | fraction Rouen                                            | Partie de la commune de Rouen située à l'est et au nord d'une ligne définie par l'axe des voies et limites suivantes : depuis la limite territoriale de la commune de Bois-Guillaume, route de Neufchâtel, boulevard de l'Yser, boulevard de la Marne, rue Jeanne-d'Arc, rue Jean-Lecanuet, rue Beauvoisine, rue de l'Hôpital, place du Général-de-Gaulle, rue des Faulx, rue de la Foulerie, rue Eau-de-Robec, rue du Docteur-Blanche, rue Edouard-Adam, rue d'Amiens, route de Lyons-la-Forêt, rue de la Chasse, rue de Repainville, rue des Broches jusqu'à la limite territoriale de la commune de Saint-Léger-du-Bourg-Denis. |
| 30 | Rouen-3                  | fraction Rouen                                            | Partie de la commune de Rouen non incluse dans les cantons de Rouen-1 et de Rouen-2. |
| 31 | Saint-Étienne-du-Rouvray | 1 + fraction Saint-Étienne-du-Rouvray                     | 1° La commune suivante : Oissel. 2° La partie de la commune de Saint-Étienne-du-Rouvray située au sud d'une ligne définie par l'axe des voies et limites suivantes : depuis la limite territoriale de la commune de Sotteville-lès-Rouen, avenue d'Amsterdam, rue de Stockholm, rue Pierre Semard, rue des Jonquilles, rue des Lys, rue des Anémones, avenue Antoine-de-Saint-Exupéry, rue Jean-Maridor, rue Hélène-Boucher, rue Clément-Ader, rue du Lieutenant-de-Vaisseau-de-Cuverville, rue du Madrillet, rue du Lieutenant-de-Vaisseau-de-Cuverville, périphérique Henri-Wallon, périphérique Robespierre, ligne droite jusqu'à l'intersection de la rue Georges-Courteline et du périphérique Jean-Macé, périphérique Jean-Macé, rue Marguerite-Duras, rue Ernest-Renan, jusqu'à la limite territoriale de la commune du Grand-Quevilly. |
| 32 | Saint-Romain-de-Colbosc  | 38                                                        | Angerville-Bailleul, Annouville-Vilmesnil, Auberville-la-Renault, Bec-de-Mortagne, Bénarville, Bornambusc, Bréauté, Bretteville-du-Grand-Caux, La Cerlangue, Daubeuf-Serville, Écrainville, Épretot, Étainhus, Goderville, Gommerville, Gonfreville-Caillot, Graimbouville, Grainville-Ymauville, Houquetot, Manneville-la-Goupil, Mentheville, Oudalle, La Remuée, Sainneville, Saint-Aubin-Routot, Saint-Gilles-de-la-Neuville, Saint-Laurent-de-Brèvedent, Saint-Maclou-la-Brière, Saint-Romain-de-Colbosc, Saint-Sauveur-d'Émalleville, Saint-Vigor-d'Ymonville, Saint-Vincent-Cramesnil, Sandouville, Sausseuzemare-en-Caux, Tocqueville-les-Murs, Les Trois-Pierres, Vattetot-sous-Beaumont, Virville. |
| 33 | Saint-Valery-en-Caux     | 76                                                        | Alvimare, Ancourteville-sur-Héricourt, Angiens, Anglesqueville-la-Bras-Long, Auberville-la-Manuel, Autigny, Auzouville-Auberbosc, Bennetot, Bermonville, Bertheauville, Bertreville, Beuzeville-la-Guérard, Blosseville, Bosville, Le Bourg-Dun, Bourville, Brametot, Butot-Vénesville, Cailleville, Canouville, Cany-Barville, La Chapelle-sur-Dun, Clasville, Cleuville, Cléville, Cliponville, Crasville-la-Mallet, Crasville-la-Rocquefort, Drosay, Envronville, Ermenouville, Fauville-en-Caux, Fontaine-le-Dun, Foucart, La Gaillarde, Grainville-la-Teinturière, Gueutteville-les-Grès, Le Hanouard, Hattenville, Hautot-l'Auvray, Héberville, Houdetot, Ingouville, Malleville-les-Grès, Manneville-ès-Plains, Le Mesnil-Durdent, Néville, Normanville, Ocqueville, Oherville, Ouainville, Ourville-en-Caux, Paluel, Pleine-Sève, Ricarville, Rocquefort, Saint-Aubin-sur-Mer, Saint-Martin-aux-Buneaux, Saint-Pierre-Lavis, Saint-Pierre-le-Vieux, Saint-Pierre-le-Viger, Saint-Riquier-ès-Plains, Saint-Sylvain, Saint-Vaast-Dieppedalle, Saint-Valery-en-Caux, Sainte-Colombe, Sainte-Marguerite-sur-Fauville, Sasseville, Sommesnil, Sotteville-sur-Mer, Trémauville, Veauville-lès-Quelles, Veules-les-Roses, Veulettes-sur-Mer, Vittefleur, Yébleron. |
| 34 | Sotteville-lès-Rouen     | fractions Saint-Étienne-du-Rouvray + Sotteville-lès-Rouen | 1° La partie de la commune de Saint-Étienne-du-Rouvray non incluse dans le canton de Saint-Étienne-du-Rouvray; 2° La partie de la commune de Sotteville-lès-Rouen non incluse dans le canton du Petit-Quevilly. |
| 35 | Yvetot                   | 54                                                        | Allouville-Bellefosse, Amfreville-les-Champs, Ancretiéville-Saint-Victor, Anvéville, Autretot, Auzebosc, Auzouville-l'Esneval, Baons-le-Comte, Bénesville, Berville, Bois-Himont, Boudeville, Bourdainville, Bretteville-Saint-Laurent, Butot, Canville-les-Deux-Églises, Carville-Pot-de-Fer, Cideville, Criquetot-sur-Ouville, Doudeville, Écretteville-lès-Baons, Ectot-l'Auber, Ectot-lès-Baons, Étalleville, Étoutteville, Flamanville, Fultot, Gonzeville, Grémonville, Harcanville, Hautot-le-Vatois, Hautot-Saint-Sulpice, Héricourt-en-Caux, Hugleville-en-Caux, Lindebeuf, Motteville, Ouville-l'Abbaye, Prétot-Vicquemare, Reuville, Robertot, Routes, Saint-Clair-sur-les-Monts, Saint-Laurent-en-Caux, Saint-Martin-aux-Arbres, Sainte-Marie-des-Champs, Saussay, Le Torp-Mesnil, Touffreville-la-Corbeline, Valliquerville, Veauville-lès-Baons, Vibeuf, Yerville, Yvecrique, Yvetot. |